# Gösta Magnusson
Gösta Magnusson, född 13 september 1915 i Stora Mellösa, död 25 november 1948 i Örebro, var en svensk tyngdlyftare. Han blev olympisk bronsmedaljör i 82,5 kg-klasen i London 1948.